# Brazil-felföld

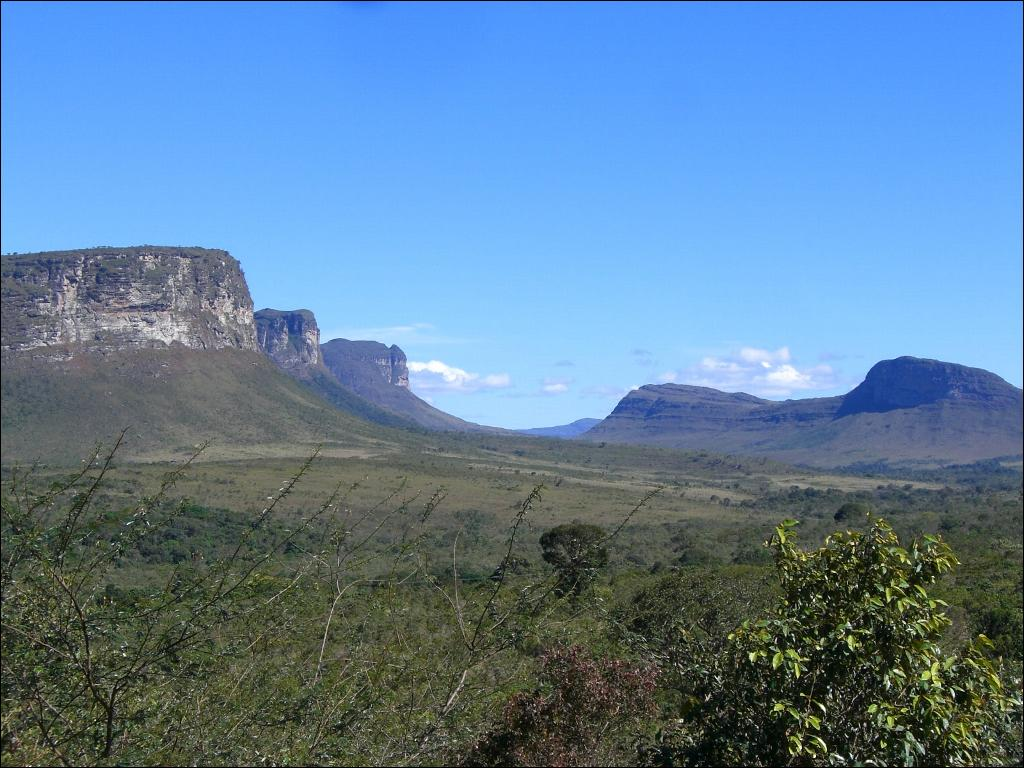
A Diamantina-fennsík északon

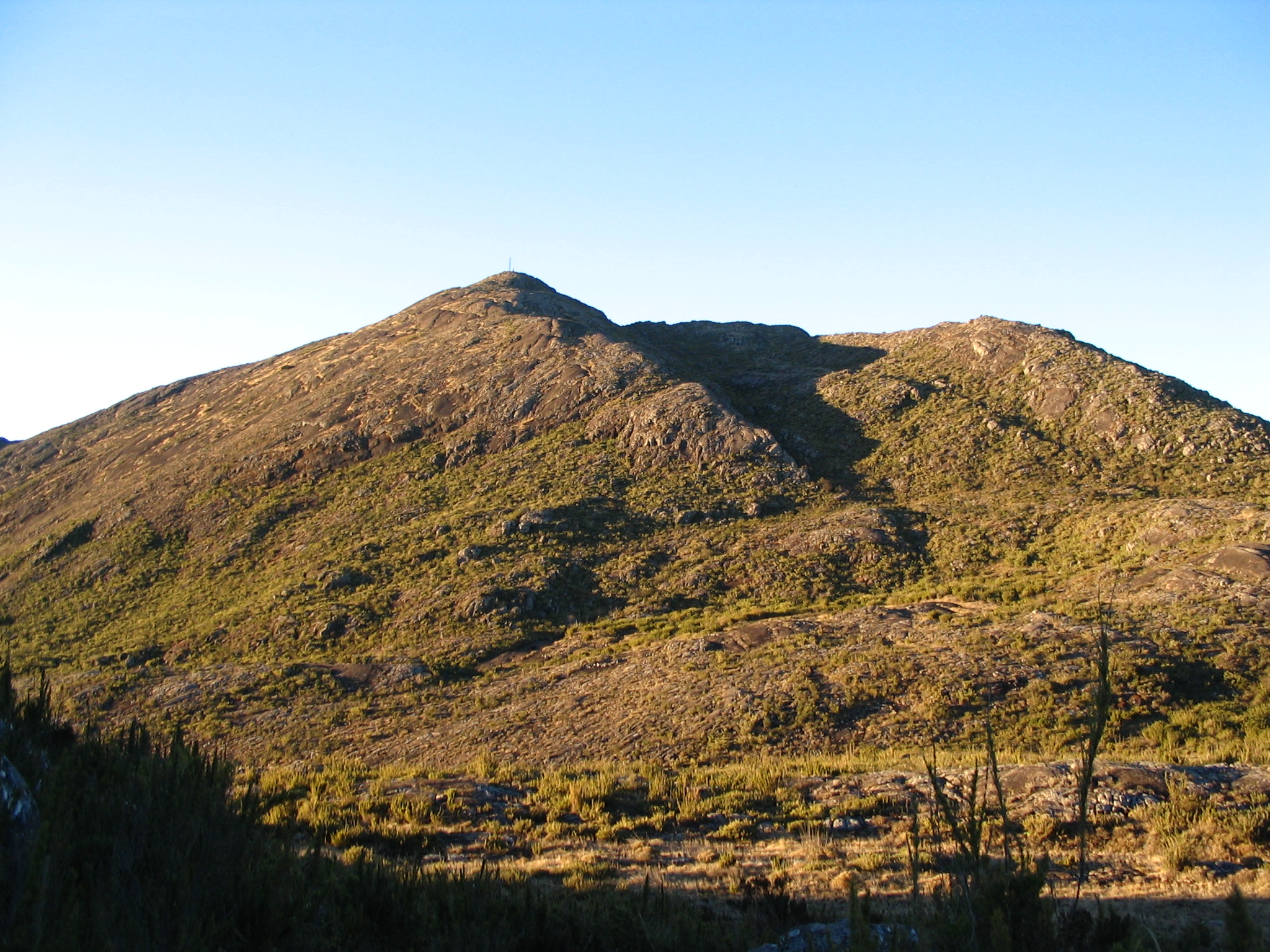
Pico da Bandeira

A Brazil-felföld (portugál: Planalto Brasileiro) egy kiterjedt földrajzi tájegység Brazília keleti, déli és középső részén. Az ország szárazföldi területének nagyjából felét, 4 millió km²-t foglal el. Brazília népességének túlnyomó többsége is itt vagy a szomszédos keskeny tengerparti sávban él.
A régió nagy részét ősi bazaltos lávafolyamok alakították ki. Az intenzív geofizikai folyamatok olyan régen voltak, hogy ma már egyáltalán nincs szeizmikus vagy vulkáni aktivitás. Az eróziónak is nagy szerepe volt a fennsík kialakításában.
A Brazil-felföld változatossága figyelemre méltó: a régión belül több különböző biom, növény- és állatfaj, klimatikus feltétel, és talaj típus létezik.

## Főbb részei
A Brazil-felföld nagy kiterjedése és diverzitása miatt három fő részre osztható:
- Az Atlanti-fennsík a keleti partvidéken húzódik végig. Több hegység található itt. Régebb szinte teljes egészében atlanti esőerdő borította. Ma az erdők a terület 7,3%-án vannak.
- A Déli-fennsík az ország déli és középső részén.
- A Központi-fennsík Brazília középső részén terül el.

A fennsíkokat több hegység is érinti, amelyek ugyancsak a Brazil-felföld részei. A legfontosabbak (északról délre): Borborema-hegység, Diamantina-fennsík, Espinhaço-hegység, Caparaó-hegység, Mantiqueira-hegység, Mar-hegység és Geral-hegység. A legmagasabb pont a Caparaó-hegységben lévő Pico da Bandeira 2891 méterrel.